# Petra Mattheis

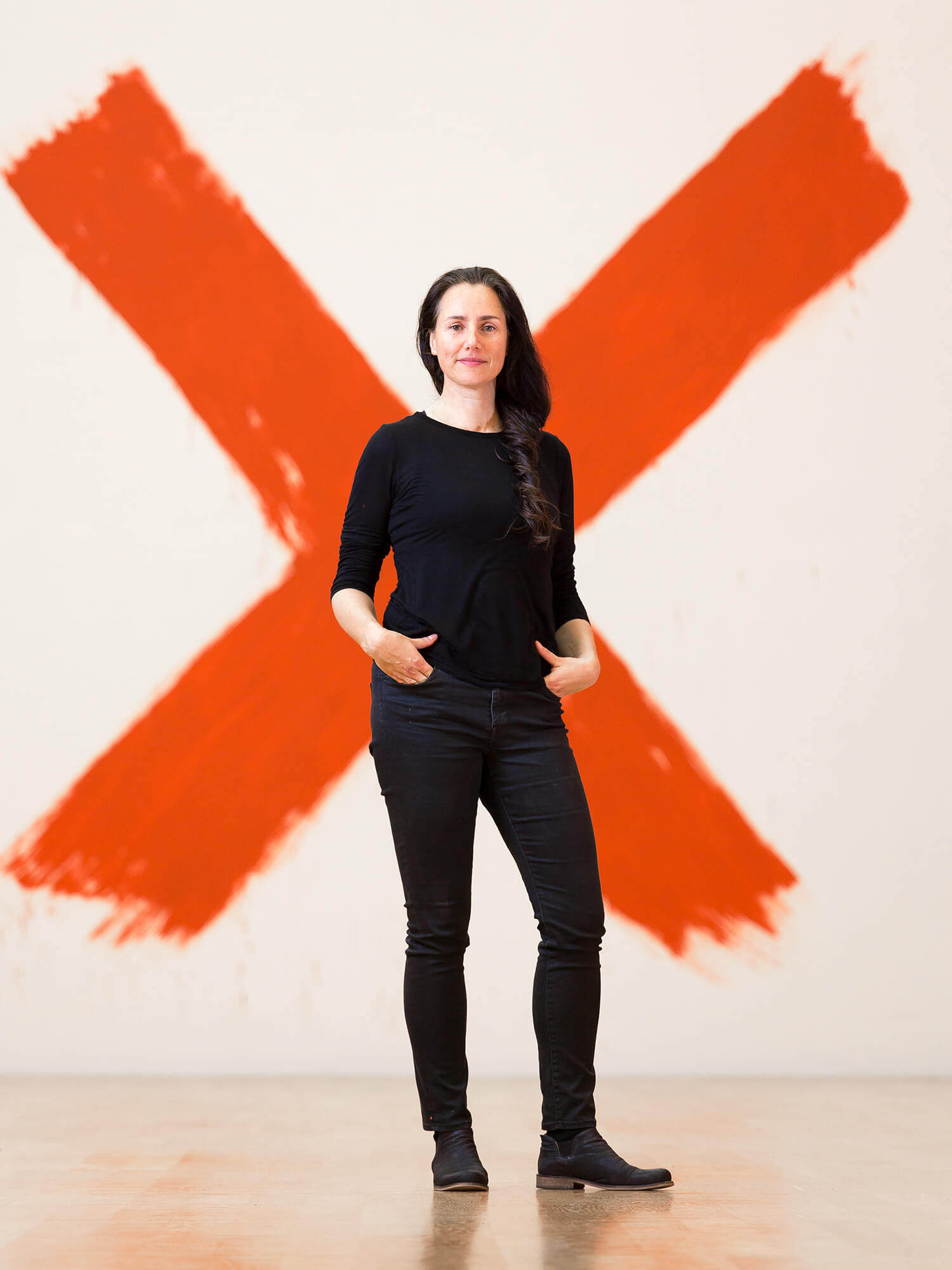
Petra Mattheis, MDBK Leipzig 2017

Petra Mattheis (* 1967 in Moers) ist eine deutsche Künstlerin und Fotografin. Sie wurde durch ihre künstlerische Bearbeitung des Themas Menstruation bekannt.

## Leben
Mattheis studierte ab 1987 Kommunikations-Design an der Fachhochschule Wiesbaden und schloss 1994 mit dem Diplom ab. Von 2002 bis 2006 folgte ein Studium der Freien Bildenden Kunst an der Akademie für Bildende Künste Mainz, ebenfalls mit Abschluss Diplom. Von 2007 bis 2009 war sie Meisterschülerin im Fach Medienkunst an der Hochschule für Grafik und Buchkunst Leipzig. Seit 2018 ist sie Mitglied im Beirat des Künstlerhauses Schloß Balmoral.
Unter den Labels Regentaucher und Wunderwesten arbeitet sie gemeinsam mit Sascha Nau als Fotografin in Leipzig.

## Werk und Stil
Auf ihrer Website BAM sowie mit Installationen und Drucken bearbeitet Mattheis das Thema Menstruation, hinterfragt kulturgeschichtliche Entwicklungen und den heutigen Umgang mit dem eigenen Körper in unserer Gesellschaft und propagiert einen freien, spielerischen Ansatz.
Jedes Motiv der blutroten Drucke ihrer Serie „BAM – Become a Menstruator“ entspricht einem fruchtbaren Jahr der Künstlerin. Sie fertigt die Drucke einzeln per Hand an, die Auflage richtet sich nach der Zahl der aufgetretenen Blutungen im jeweiligen Jahr. Somit thematisiert Mattheis nicht nur ein Tabu, ihre Arbeiten erhalten zugleich einen autobiografischen Charakter.
2013 begann sie gemeinsam mit Sascha Nau, baufällige Häuser im Leipziger Westen zu fotografieren und in dem Blog Regentaucher zu präsentieren. Unter dem Titel Wartende Häuser entstand eine Serie, in der sie die Bauwerke „in Becher-Tradition“ wie Porträts von Menschen inszenierten. Damit wollten sie „den einzigartigen Charakter der Gebäude festhalten“. Parallel entstand die Website Wunderwesten, auf der sie Menschen aus dem Leipziger Westen in Fotografien und Gesprächen porträtieren.

## Ausgewählte Ausstellungen
- 2004: Zwischen, Nassauischer Kunstverein Wiesbaden, mit Ilka Meyer[13]
- 2006: Überwiegend Schwarz auf Weiß, Nassauischer Kunstverein Wiesbaden[14]
- 2008: eingebettet, Laden fuer Nichts, Leipzig
- 2009: Pulsierender Pfirsich, Kuhturm, Leipzig
- 2009: Weiß + Weiß = zwanghaft sauber, Laden fuer Nichts, Leipzig
- 2011: Hinter den Worten, Galerie Queen Anne, Tapetenwerk, Leipzig[15][16]
- 2011: East of Fresno, Gruppenausstellung für zeitgenössische Kunst, The Hatchery Art Space, Badger, Kalifornien[17]
- 2012: Schläft ein Lied in allen Dingen, Bellevuesaal mit Klaus Lomnitzer, Wiesbaden[18]
- 2015: Arts and Crafts Week at Panty Camp, Galerie The Grass is Greener, Leipzig[19][20]
- 2016:  Under the red flag, e.artis contemporary, Chemnitz[21]
- 2017: Riding the Red Tide, Museum der bildenden Künste, Leipzig[22]
- 2018: Become a Menstruator Booth, Museum der bildenden Künste, Leipzig[23]
- 2019: Shark Weeks, Atelierfrankfurt, Frankfurt[24]
- 2022: Wantalon App, Parcours #zeitzseeing[25]
- 2023: Am Fluß, Kalktor, Zeitz[26]
- 2024: Un_erhört. Wie sich die Vulva heute Gehör verschafft!, Rudolf-Scharpf-Galerie des Wilhelm-Hack-Museums, Ludwigshafen[27]

## Preise und Stipendien
- 2006: Förderstipendium der Johannes Gutenberg-Universität Mainz
- 2007: Preis der Johannes Gutenberg-Universität Mainz[1]
- 2016: Projektstipendium des Landes Rheinland-Pfalz[28]
- 2021: Denkzeit-Stipendium, Kulturstiftung des Freistaates Sachsen
- 2022: Modul C, BBK Innovative Kunstprojekte Projektförderung[29]
- 2022: Neustart Kultur, Stipendium
- 2022: Arbeitsstipendium, Stiftung Kunstfonds[30]
- 2023: Prämierung für Gespräche über Kohle[31]
- 2023: Projektförderung für Parcours Schatten (Zeitz) der App Wantalon, Kunststiftung Sachsen-Anhalt[32]

## Publikationen
- Nassauischer Kunstverein e.V.: Petra Mattheis und Ilka Meyer. Katalog zur Ausstellung Zwischen – Petra Mattheis, Ilka Meyer, 9. Mai bis 13. Juni und 29. Juni bis 11. Juli 2004; Bestandteil der Ausstellungsreihe Perspektiven der Zukunft. Mit Beiträgen von Christian Rabanus, Botho Strauß und Ilka Meyer. NKV, Wiesbaden 2004
- Mithu Sanyal: Vulva, Die Enthüllung des unsichtbaren Geschlechts, Verlag Klaus Wagenbach, 2017, S. 202–203, S. 210
- Barbara Streidl: feminismus, Reclam-Verlag, 2019, S. 12–13
- Mithu Sanyal: Identitti, consonni Verlag, Spanien, 2023, Titelcover
- MDR Dokumentarfilm „East“ von Maksym Melnyk: Begleitung der Entstehung von „Am Fluß“, Zeitz 2023